# AMX 13 DCA

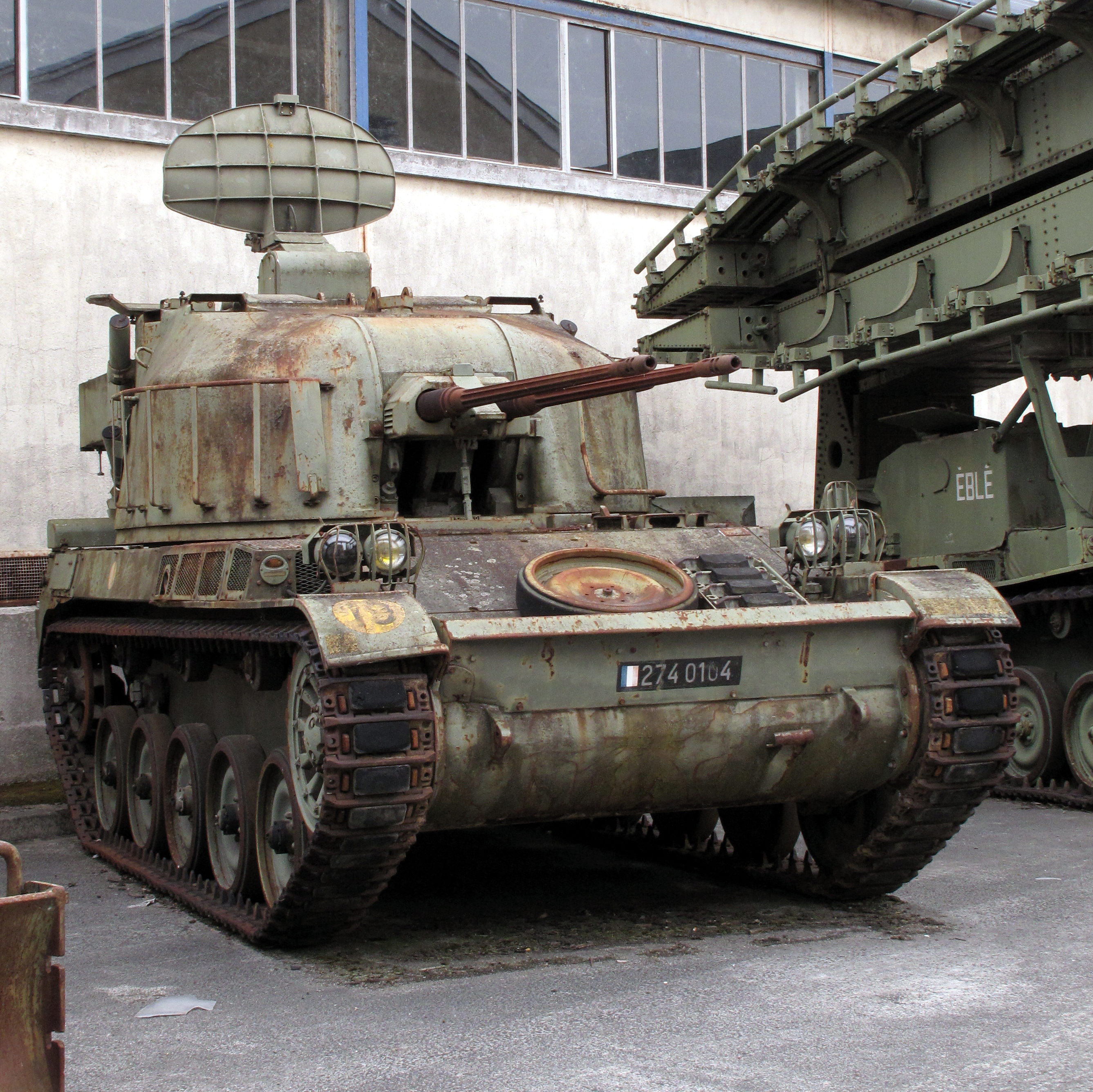
Flugabwehrpanzer AMX 13 DCA

Der AMX 13 DCA war ein französischer Flugabwehrpanzer, der auf der Basis des leichten Panzers AMX 13 entwickelt wurde.

## Entwicklung
Auf Verlangen der französischen Militärführung wurde ab 1960 ein Flugabwehrpanzer entwickelt, um die bisherigen veralteten Geräte vom Typ M16 zu ersetzen. Der Prototyp wurde zunächst mit einer 40-mm-Maschinenkanone L/70 AD ausgestattet, die jedoch dann durch zwei 30-mm-Maschinenkanonen ersetzt wurde. Die Truppenversuche fanden 1962 statt und ab 1965 wurden 70 Fahrzeuge gefertigt und ausgeliefert.

## Beschreibung

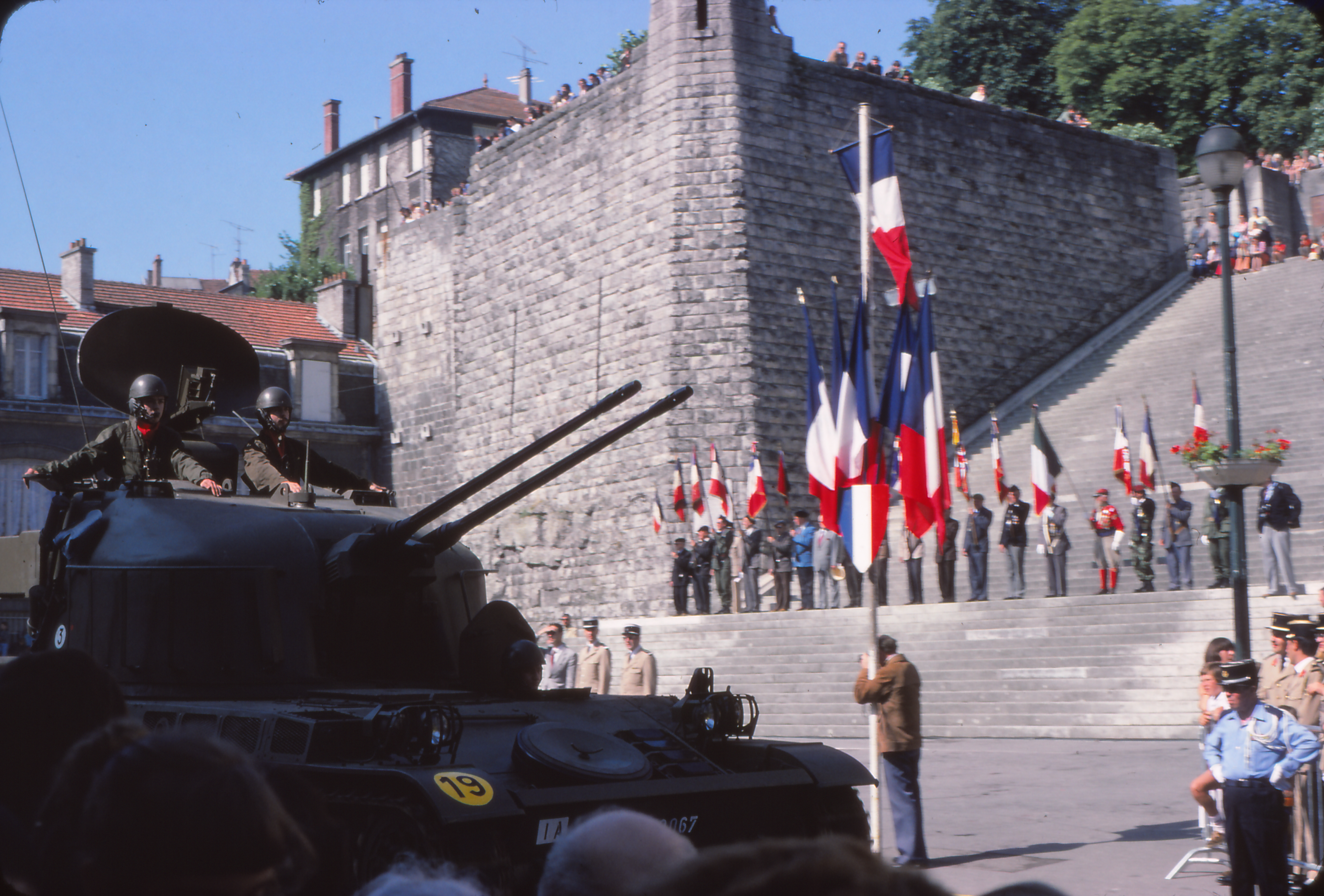
Militärparade am Tag der Bastille 1979 in Verdun.

Als Basis wurde die Wanne des AMX 13 verwendet. Der Turm Modèle S401A hatte abgerundete Ecken, war verhältnismäßig groß und am Heck mit einem überhängenden Fach zur Unterbringung der Radarantenne ausgestattet. Die beiden Kanonen waren mit Mündungsfeuerdämpfern ausgerüstet. Das Fahrzeug besaß drei Luken für die Besatzungsmitglieder (zwei auf der Turmdecke, eine links in der Wanne), die über Winkelspiegel verfügten. Zur Zielerfassung diente das „RD515 Œil Noir“-Zielerkennungsradar mit zusammenfaltbarer Antenne auf dem Turmheck.
Der Panzer war mit zwei 30-mm-Maschinenkanonen Typ HS831A der Firma Hispano-Suiza mit einer maximalen Schussweite von 5000 m (Flachfeuer) bei einer Kadenz von 300 Schuss pro Minute ausgerüstet. Auf beiden Seiten des Turms befanden sich je zwei Nebelwurfbecher.
Das Radar des AMX 13 DCA wies eine effektive Suchreichweite bis 3000 m Höhe bei einem Umkreis von 12 km auf. Nach der Zielerfassung musste der Richtschütze dieses in seinem optischen Sichtgerät übernehmen. Danach schaltete das Radargerät auf Entfernungsmessung um. Azimut, Höhe und Entfernung wurden über einen Feuerleitrechner an die Geschütze übermittelt. Die Zielverfolgung konnte allerdings nur optisch bzw. von Hand durchgeführt werden, daher war von den Bedienern eine extrem hohe Konzentration gefordert. Da dies naturgemäß nicht immer gegeben war, reduzierte sich die Trefferquote nicht unbeträchtlich. Ein weiterer Nachteil war die lange Impulsdauer (7 µs) des Radars und die zudem in einem Winkel von 10° im Höhenrichtbereich fixierte Radarantenne.
Hauptaufgabe des Fahrzeugs war die Nahbereichsverteidigung vor allem gegen tieffliegende Kampfflugzeuge und Hubschrauber. Mit entsprechender Munition konnte der AMX 13 DCA auch in den Erdkampf eingreifen. Die Bekämpfung von Luftzielen während der Fahrt war jedoch nur bei sehr niedriger Geschwindigkeit und völlig ebener Erdoberfläche möglich. Jedes Kippen in Längs- oder Querneigung führte dazu, dass der Richtschütze das Ziel aus der Optik verlor.
Diese Nachteile führten dazu, dass lediglich eine geringe Anzahl an Geräten bestellt wurde. Nachdem man für ein Nachfolgemodell mit verschiedenen Rohrwaffen auf Ketten- und Radfahrgestellen experimentiert hatte (AMX30DCA30, AMX30SA, VADAR), entschied man sich dann für die Einführung der Systeme Roland und Crotale.

## Technische Daten
- Bewaffnung: zwei 30-mm-Maschinenkanonen
- Länge: 5,40 m
- Breite: 2,50 m
- Höhe: 3,80 m
- Höchstgeschwindigkeit: 60 km/h
- Gewicht: 17,2 t
- Besatzung: 3